# Трепавлов Вадим Вінцерович
Вадим Вінцерович Трепавлов (нар. 10 грудня 1960, Свердловськ — 31 березня 2023, Москва) — російський історик, тюрколог, професор, кандидат історичних наук (1988), доктор історичних наук (2002). Головний науковий співробітник Інституту російської історії РАН, керівник Центру історії народів Росії та міжетнічних відносин.

## Біографія
Народився в сім'ї службовця. У 1983 році закінчив історичний факультет Уральського державного університету. У 1988 році захистив кандидатську дисертацію «Соціально-політична спадкоємність в державному ладі Монгольської імперії ХІІІ ст.».
У 1987-1988 роках був науковим співробітником Інституту історії і археології Урв АН СРСР, з 1988 року — співробітник Інституту російської історії РАН. У 2002 році захистив докторську дисертацію «Історія Ногайської Орди».
Входить до складу експертної ради ВАК РФ з історії (з 2013 року). Є членом спеціалізованої вченої ради по історії Росії до XX століття ІРІ РАН, членом редколегій журналів ««Російська історія»», «Этнографическое обозрение», «Вісник Калмицького інституту гуманітарних досліджень РАН», а також членом редколегій періодичних збірників «Історія народів Росії в дослідженнях і документах» та ««Тюркологического збірника»».
Помер 31 березня 2023 року у Москві.

## Нагороди
- Премія Європейської ради для молодих учених (1993)
- Макар'євська премія у номінації «Історія Росії» (2009) за працю ««Білий цар»: образ монарха і уявлення про підданстві у народів Росії XV-XVIII ст.»[5]

- Заслужений діяч науки Карачаєво-Черкеської Республіки (2014)
- Лауреат Державної премії Республіки Татарстан в галузі науки і техніки (2016)
- Лауреат премії ім. Хусаїна Фаїзханова (2017)

Неодноразово отримував дослідні та видавничі гранти Російського гуманітарного наукового фонду (РГНФ).

## Наукова діяльність і праця
Ним написано понад 600 наукових праць з історії Росії.

Напрями наукових досліджень: історія народів Надволжя, Сибіру, Передкавказзя, Центральної Азії, історія входження народів й регіонів до складу Росії, міжетнічні відносини.
|  | При аналізі подій минулого бажано намагатися йти від усіляких пристрастей - політичних, етнічних та інших. Приклад останніх півтора десятиліть показує, що "етнічно орієнтована" наука залишає убоге враження. На цьому терені немає і не може бути наукового прогресу, тому процвітають домисли і фальсифікації. Більш-менш зрозуміло, коли авторами таких творів рухають міркування заробітку або кар'єри. Але історики, що щиро сповідують етноцентризм, - це жалюгідне видовище. За час моєї роботи в науці я багато разів переконувався: чим більше людина зациклена на велич історії виключно свого народу, тим менше він професійний як історик. |

### Дисертація
- Трепавлов В.В. История Ногайской Орды. Дисс. на соиск. уч. степ. д-ра ист. наук. М., 2001. 324 с. [Архівовано 3 травня 2019 у Wayback Machine.]

### Книги
Трепавлов В. В. Государственный строй Монгольской империи XIII в. (проблема исторической преемственности). М.: Восточная литература, 1993. 168 с.
Трепавлов В. В. Ногаи в Башкирии, XV—XVII вв. Княжеские роды ногайского происхождения. Уфа: Урал. науч. центр РАН, 1997. 72 с. (Материалы и исследования по истории и этнологии Башкортостана. № 2)
Трепавлов В. В. Национальные окраины Российской империи. Становление и развитие системы управления М.: Славянский диалог, 1998. 416 с. (в соавт., отв. ред.)
Трепавлов В. В. История Ногайской Орды. — М.: Восточная литература, 2002. — 752 с. — ISBN 5-02-018193-5.
Россия и Северный Кавказ: 400 лет войны? М.: Инст. росс. ист. РАН, 1998. 37 с.; Lewiston; Queeston; Lampeter: The Edition Meller Press, 1999. 38 р. (в соавт., отв. ред.)
Русское население национальных окраин России XVII—XX вв. М.: Славянский диалог, 2000. 320 с. (в соавт., отв. ред.)
Война и ислам на Северном Кавказе XIX—XX вв. М.: Инст. росс. ист. РАН, 2000. 54 с. (в соавт., отв. ред.)
Посольская книга по связям России с Ногайской Ордой (1576 г.) / Подгот. к печ., введ., коммент. В. В. Трепавлова; Институт российской истории РАН. — М.: ИРИ РАН, 2003. — 96 с. — 300 экз. — ISBN 5-8055-0117-1.
Присоединение Среднего Поволжья к Российскому государству. Взгляд из XXI века // Стенограмма «Круглого стола» в Институте российской истории РАН, 14 ноября 2002 г. / Под ред. А. Н. Сахарова, В. В. Трепавлова. — М., 2003.
Российская многонациональная цивилизация: Единство и противоречия / Отв. ред. В. В. Трепавлов. — М.: Наука, 2003. — 378 c.
Посольские книги по связям России с Ногайской Ордой (1551—1561 гг.) / Ред. Д. А. Мустафина, В. В. Трепавлов; Ред. Миркасым Усманов. — Казань, Татарское книжное издательство, 2006. — 392 с.
Трепавлов В. В. «Белый царь»: Образ монарха и представления о подданстве у народов России XV-XVIII вв. — М.: Восточная литература, 2007. — 256 с. — 1000 экз. — ISBN 5-02-018517-5.
Трепавлов В. В. Золотая Орда в XIV столетии / Отв. ред. А. В. Малов. — М.: Квадрига, 2010. — 72, [4] с. — (Музейная библиотека). — 1000 экз. — ISBN 978-5-91791-029-1.
Трепавлов В. В. Тюркские народы средневековой Евразии: Избранные труды. — Казань: Фолиант, 2011. — 252 с. — 500 экз.
Трепавлов В. В. Сибирский юрт после Ермака: Кучум и Кучумовичи в борьбе за реванш / Институт российской истории РАН. — М.: Восточная литература, 2012. — 232 с. — 800 экз. — ISBN 5-02-036502-5.
Трепавлов В. В. «Орда самовольная»: Кочевая империя ногаев XV—XVI веков. — М.: Квадрига, 2013. — 224 с. — (Исторические исследования). — 600 экз. — ISBN 978-5-91791-021-5.
Трепавлов В. В., Беляков А. В. Сибирские царевичи в истории России. СПб.: Издательство Олега Абышко, 2018.
Трепавлов В. В. Степные империи Евразии: монголы и татары. — 2-е изд. — М.: Квадрига, 2018. — 368 с. — (Исторические исследования). ISBN 978-5-91791-259-2

### Статті
- Трепавлов В.В. Тюркская знать в России (ногаи на царской службе) // Вестник Евразии: 1998. № 1-2 С. 97-109 [Архівовано 3 травня 2019 у Wayback Machine.]
- Трепавлов В.В. «Национальная политика» в многонациональной России XVI– XIX веков" // Историческая психология и социология истории: 2009. Том 2, № 1 [Архівовано 3 травня 2019 у Wayback Machine.]
- Трепавлов В.В. Образ русских в представлениях народов России XVII-XVIII вв. // Этнографическое обозрение: 2005, № 1. С. 102-118
- Трепавлов В.В. Российские княжеские роды ногайского происхождения (генеалогические истоки и ранняя история) // Тюркологический сборник: 2002: Россия и тюркский мир. — М.: Вост. лит., 2003. — С. 320—353.
- Трепавлов В.В. Власть и управление в тюркском кочевом обществе (по эпическим сказаниям народов Южной Сибири) // Тюркологический сборник: 2005. Тюркские народы России и Великой степи. - М.: Издательская фирма «Восточная литература», 2006. - С. 323-354 [Архівовано 25 жовтня 2019 у Wayback Machine.]
- Трепавлов В.В. Предки «Мамая-царя». Киятские беки в «Подлинном родослове Глинских князей» // Тюркологический сборник: 2005. Тюркские народы России и Великой степи. - М.: Издательская фирма «Восточная литература», 2006. - С. 319-352.
- Трепавлов В.В. Родоначальники Аштарханидов в Дешт-и Кипчаке : (заметки о предыстории бухар. династии) // Тюркологический сборник: 2005. Тюркские народы России и Великой степи. - М.: Издательская фирма «Восточная литература», 2006. - С. 370-395.
- Трепавлов В.В. Лояльность в обмен на ярлык // Родина. 2007. № 9.
- Трепавлов В.В. Героический эпос как исторический источник (по материалам тюрко-монгольского фольклора) // Вопросы истории и культуры народов России: Сб. ст. к 80-летию проф. М. М. Блиева / Отв. ред. Р. С. Бзаров; Ин-т истории и археологии Респ. Сев. Осетия-Алания. — Владикавказ: (Изд.-полиграф. предприятие им. В.Гасиева), 2010. — 300 с. — 300 экз. — ISBN 978-5-91139-187-4.